# Hydraethiops laevis
Hydraethiops laevis är en ormart som beskrevs av Boulenger 1904. Hydraethiops laevis ingår i släktet Hydraethiops och familjen snokar. Inga underarter finns listade i Catalogue of Life.
Arten förekommer i Kamerun och Gabon. Honor lägger ägg.